# تجمع غیرقانونی
تجمع غیرقانونی یا اجتماع غیرقانونی (به انگلیسی: Unlawful assembly)، اصطلاحی حقوقی است که به گروهی از افراد اطلاق می‌گردد که قصد دارند وضعیت صلح‌آمیز موجود را مخدوش کنند. چنین عملی در برخی از کشورها جرم شناخته می‌شود. در صورتی که یک اجتماع غیرقانونی موفق عمل کند، این عمل نیز شورش نام می‌گیرد.
در انگلیس این جرم از سال ۱۹۸۶ دیگر منسوخ شده‌است ولی در برخی از مستعمره‌های پیشین این کشور همچنان متداول است. در شبه‌قاره هند این قانون را به نام کد ۱۴۴ می‌شناسند.